# Мчедлидзе, Нана Бидзиновна
На́на Бидзиновна Мчедлидзе (груз. ნანა ბიძინას ასული მჭედლიძე; 20 марта 1926, Хони, Грузинская ССР, СССР — 28 марта 2016, Тбилиси, Грузия) — грузинская актриса, кинорежиссёр и сценарист. Народная артистка Грузинской ССР (1983).

## Биография
Окончила актёрский (1950) и режиссёрский (1957) факультеты Тбилисского театрального института имени Ш.Руставели.
В 1950—1954 годах — актриса Тбилисского театра имени Ш.Руставели, с 1957 года — режиссёр киностудии «Грузия-фильм».

## Фильмография

### Актриса
- 1978 — Август — мать
- 1980 — Имеретинские эскизы — бабушка Мариам
- 1981 — Дом Бернарды Альбы — Понсия, служанка
- 1985 — Господа авантюристы — Сесилия
- 1986 — Чегемский детектив — бабушка
- 2004 — Московская сага — Кеке Джугашвили, мать Сталина

### Режиссёр
- 1960 — Скорый поезд
- 1963 — Взлёт
- 1964 — В пути (новелла в киноальманахе «Летние рассказы»)
- 1967 — Кто-то опаздывает на автобус (новелла в киноальманахе «Возвращение улыбки»)
- 1969 — Бабушки и внучата
- 1971 — Гела
- 1975 — Первая ласточка
- 1976 — Настоящий тбилисец и другие
- 1980 — Имеретинские эскизы
- 1985 — Белая роза бессмертия
- 1987 — Пляжный разбойник
- 1988 — Преступление свершилось

### Сценарист
- 1975 — Первая ласточка
- 1980 — Имеретинские эскизы
- 1985 — Белая роза бессмертия
- 1988 — Преступление свершилось

## Награды
- Орден Чести (1996)[2].
- Народная артистка Грузинской ССР (1983).